# Barlang
Barlang est une localité du Cameroun située dans le département du Mayo-Kani et la Région de l'Extrême-Nord, à proximité de la frontière avec le Tchad. Elle fait partie de l'arrondissement de Taibong (commune de Dziguilao).

## Population
Lors du recensement de 2005, 7 179 personnes y ont été dénombrées.

## Infrastructures
Barlang est doté d'un lycée public général qui accueille les élèves de la 6e à la Terminale.